# Лена Ковачевић
Лена Ковачевић (Београд, 25. фебруар 1982) српска је џез певачица, композитор и текстописац.

## Биографија
У родном граду је завршила клавирски одсек средње музичке школе, a 2006. је дипломирала џез певање на Музичком конзерваторијуму у Амстердаму.
Наступала је на бројним такмичењима и фестивалима, укључујући и музички фестивал Егзит 2001. године. Са Бајагом je 2003. снимила једну од песама у филму Професионалац. Сарађивала је са Краљевским холандским оркестром, са којим је одржала серију концерата у Холандији и Белгији, укључујући и наступ пред холандском краљицом. Наступала је као солиста у пројекту америчког басисте Џона Клејтона, a са белгијским продуцентом Бискемијем је снимила обраду српске традиционалне песме Густа ми магла паднала. Такође је наступала и у Србији — у Битеф театру, у Коларчевој задужбини и на Мокрањчевим данима.
У Београду је децембра 2009. издала албум под називом Добар дан за певање.
Била је члан жириja, заједно са Владом Георгиевим и Сашом Милошевићем Маретом, на музичком такмичењу Први глас Србије које je 2011. емитовано на Првој телевизији.
Други студијски албум Сан објавила је 2013. године.
Објавила је сингл Кафе у децембру 2017. године

## Лични живот
Родила је сина Вука 2012. године.
Кћерка је српског писца Душана Ковачевића.

## Награде и номинације
| Година | Награда                 | Категорија                  | Рад          | Исход    | Реф.  |
| ------ | ----------------------- | --------------------------- | ------------ | -------- | ----- |
| 2020.  | Music Awards Ceremony   | Поп нумера женског извођача | Дубине       | Освојено |       |
| 2024.  | Песма за Евровизију ’24 |                             | Зови ме Лена | 9. место | [ 8 ] |

## Фестивали
Скале, Херцег Нови:
- Ти си мој бол, 2022

Песма за Евровизију:
- Зови ме Лена, 2024

Београдско пролеће:
- Позови ме, награда за интерпретацију, 2025